# Nausicaa
Nausicaa (AFI: /nauˈzikaa/; in greco antico: Ναυσικάα?, Nausikáa e Ναυσικᾶ, Nausikâ) è una figura della mitologia greca che compare nell'Odissea di Omero.
Figlia di Alcinoo, re dei Feaci e della regina Arete. Il suo nome, in greco antico, significa "colei che brucia le navi". (ναῦς: nave; κάω: bruciare).

## Ruolo nell’Odissea
Nel libro VI dell’Odissea, Ulisse naufraga sulle coste dell'isola di Scheria, dove Nausicaa, consigliata da Atena, si era recata con le sue ancelle per giocare a palla e lavare delle vesti. Risvegliato dai loro giochi, Ulisse esce fuori da un cespuglio completamente nudo, facendo fuggire impaurite le serve, ed implora un po' di misericordia.
Nausicaa "dalle bianche braccia" lo accoglie con eleganza e cortesia, regalandogli dei vestiti e gli suggerisce la via per la dimora del padre Alcinoo, chiedendo di sua madre, la regina Arete, la cui saggezza è riconosciuta come superiore anche a quella del re, la quale si fida ciecamente del suo giudizio.

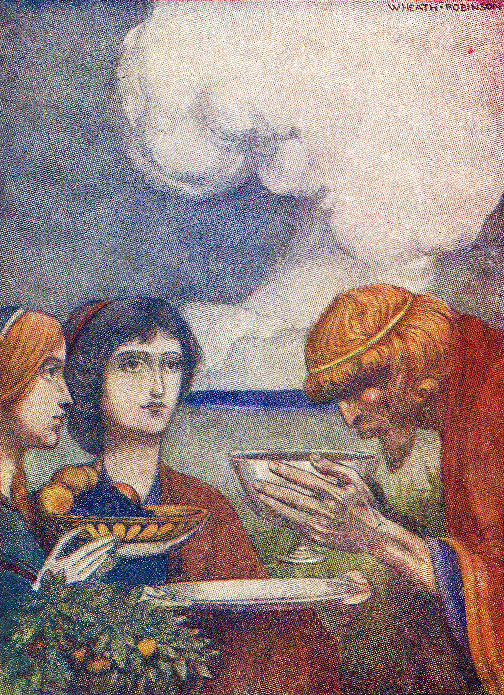
Nausicaa e le sue ancelle portano del cibo e del vino ad Odisseo, di Heath Robinson.

La principessa infine si avvia con il suo seguito, temendo che il popolo, vedendola insieme ad uno sconosciuto, possa fare del pettegolezzo. Successivamente Ulisse si reca alla reggia, dove viene accolto come ospite da Alcinoo e Arete.
Durante la sua permanenza, l'eroe omerico racconta le sue avventure, che occupano una porzione molto ampia del poema. Alcinoo, alla fine del racconto, gli regala una nave per far ritorno ad Itaca.
Nausicaa sembra quasi innamorarsi di Ulisse (che tra l'altro elogia la sua bellezza, che gli ricorda la dea Artemide), tanto che il sovrano propone a quest'ultimo la mano di lei.

## Interpretazione
La vicenda, esemplificativa del concetto di ospitalità (xenìa) presso gli antichi Greci, viene brevemente riassunta da Igino nelle sue Fabulae:
(Igino, Fabulae, 126)
Omero conferisce al personaggio di Nausicaa il significato letterario dell'amore inespresso (probabilmente uno dei primi esempi in letteratura di amore non corrisposto). Infatti, sebbene sembri piacerle Ulisse, dal momento che ella confida alle sue ancelle che desidererebbe avere un marito simile all'eroe e Alcinoo arriva addirittura a proporla a lui come moglie, non scatta una vera e propria relazione tra i due.
Nausicaa è anche una figura materna per il guerriero: lo cura, lo invita a casa e gli dice, al momento dell'addio, "Non dimenticarmi, perché ti ho ridato la vita", indicando così il suo status di "nuova madre" nei suoi confronti. Curiosamente, Ulisse non fa menzione del suo incontro con Nausicaa alla moglie Penelope e ciò fa ipotizzare ad alcuni studiosi l'esistenza di un livello di affetto molto più profondo che con le altre donne incontrate nel suo cammino.

## Eventi successivi
Secondo una tradizione riportata da Aristotele e Ditti Cretese, dopo gli eventi narrati nell'Odissea, Nausicaa sposò Telemaco e ebbe da lui un figlio chiamato Persepoli o Ptoliporto.

## Influenze

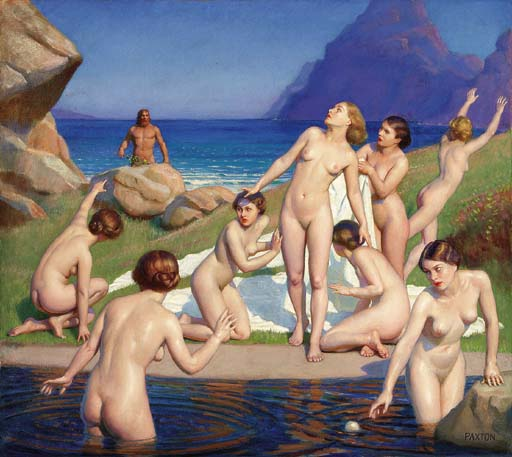
Ulisse e Nausicaa, di William McGregor Paxton.

- Il grammatico Agallide, vissuto tra il III secolo e il II secolo a.C., attribuisce l'invenzione del gioco con la palla proprio a Nausicaa, molto probabilmente perché ella è stata il primo personaggio letterario descritto mentre gioca con tale oggetto.[6] (Erodoto 1.94 attribuisce ai Lidi l'invenzione dei giochi, compresi quelli con la palla.)
- Un asteroide scoperto nel 1879 è stato chiamato 192 Nausikaa in suo onore.
- Friedrich Nietzsche, in Al di là del bene e del male, scrive: "Un uomo dovrebbe partire dalla vita come Ulisse partì da Nausicaa, benedicendola piuttosto che innamorarsi di essa."
- Nel suo commento del 1892, The Humor of Homer (parte dell'antologia Selected Essays), Samuel Butler teorizza che Nausicaa sia la vera autrice dell'Odissea, dal momento che la scena sulla spiaggia di Schelia è quella più realistica di tutto il poema. La teoria che la scrittrice dell'opera sia una donna verrà poi ampliata nello scritto del 1897 L'autrice dell'Odissea.
- Un episodio del romanzo di James Joyce Ulisse riecheggia Nausicaa: quando Gerty McDowell (l'analogo del personaggio greco) tenta Bloom.
- Nel 1907, il compositore ungherese Zoltán Kodály ha realizzato Nausikaa su un poema di Aranka Bálint. Kodály aveva sempre espresso un grande interesse per l'antichità greca (non solo aveva imparato l'antica lingua alla perfezione e aveva letto diverse edizioni dell' Odissea di Omero, ma dal 1906 aveva progettato un'opera sulla figura della principessa, mai realizzata).
- Nel 1915 il compositore polacco Karol Szymanowski ha completato Métopes, Op. 29, un ciclo di tre movimenti ispirati a miniature e poemi greci di donne incontrate da Ulisse: The Isle of the Sirens, Calypso e Nausicaa.
- William Faulkner ha chiamato Nausicaa la nave da crociera descritta nel romanzo del 1927 Mosquitoes.
- Il romanzo del 1955 di Robert Graves Homer's Daughter presenta Nausicaa come l'autrice dell'Odissea.
- La compositrice australiana Peggy Glanville-Hicks scrisse un'opera intitolata Nausicaa (libretto di Robert Graves), per la prima volta eseguita all'Athens Festival del 1961.
- Il premio Nobel per la letteratura Derek Walcott scrisse una poesia, Sea Grapes, in cui allude a Nausicaa.[7]
- Il manga e l'omonimo film del 1984 Nausicaä della Valle del vento realizzati da Hayao Miyazaki sono stati indirettamente influenzati dal personaggio dell’Odissea. Miyazaki lesse una descrizione di Nausicaa in una traduzione Giapponese dell'antologia della mitologia greca di Bernard Evslin, che la descrive come un'amante della natura. Questo particolare aspetto caratterizza la Nausicaä del regista nipponico, approfondito dalla commistione di altri aspetti presi direttamente dal folklore e dalla tradizione animista.
- Nel 1991, è stato inaugurato l'acquario pubblico Nausicaä Centre National de la Mer, uno dei più grandi in Europa, a Boulogne-sur-Mer in Francia.
- Nel 2010, la band Glass Wave ha registrato una canzone intitolata per l'appunto Nausicaa, il cui testo riflette il punto di vista di una serva di Schelia.
- I Nausicaani sono una razza di alti, forti ed aggressivi, extraterrestri umanoidi presente nell'universo di Star Trek.